# Hervormde kerk (Nieuwaal)
De Hervormde kerk is een kerkgebouw te Nieuwaal, gelegen aan Kerkstraat 1.

## Geschiedenis
In de 15e eeuw stond hier al een kerk, oorspronkelijk Katholiek, later Hervormd, welke in 1945 echter door oorlogsgeweld werd verwoest. Het was een bakstenen gotische kerk met voorgebouwde toren. 
In 1951 kwam een nieuwe kerk tot stand naar ontwerp van Commer de Geus. Deze kerk werd tot 2004 als Hervormde kerk gebruikt, maar omdat de meeste gemeenteleden overstapten naar de Hersteld Hervormde Kerk, kwam het gebouw uiteindelijk ook aan dit genootschap.
Het betreft een eenvoudig bakstenen gebouw onder zadeldak en voorzien van een achtkante dakruiter.